# Log di stazione
Il log di stazione è il registro sul quale devono essere annotati i collegamenti effettuati nelle bande radio radioamatoriali.
Con l'avvento dell'informatica il registro cartaceo è stato affiancato da appositi programmi gestionali, che permettono non soltanto la catalogazione dei collegamenti, ma anche la gestione dei diplomi, la gestione di un certo numero di canali di comunicazione (Packet Cluster, PSK, RTTY), la gestione del traffico QSL, la stampa del log di stazione e molte altre opzioni.
Esempi di log di stazione sono i software EasyLog, sviluppato in Italia, DX4Win e DxBase sviluppati negli USA.
Il vantaggio di usare un programma software rispetto al registro cartaceo è nella semplicità della gestione delle QSL, che per ogni radioamatore ammontano a diverse migliaia. Il programma di log permette la compilazione automatica dei diplomi maggiori, evitando in questo modo centinaia di ore passate a mettere in ordine le cartoline e a registrarle per i vari diplomi.